# Kościół św. Jerzego w Krajanowie
Kościół św. Jerzego w Krajanowie – zabytkowy kościół we wsi Krajanów.
Kościół filialny parafii w Świerkach wybudowany w XVII w.